# Solovey
"Solovey" (ukrainsk: Соловей) er en sang af det ukrainske electro-folk band Go A.
Det var planlagt til at repræsentere Ukraine ved Eurovision Song Contest 2020 i Rotterdam. Dette ville have været den første gang, at en sang sunget udelukkende på ukrainsk, ville have repræsenteret et land ved Eurovision Song Contest.